# (133404) Morogues
Pour les articles homonymes, voir Morogues (homonymie).
(133404) Morogues est un astéroïde de la ceinture principale.

## Description
(133404) Morogues est un astéroïde de la ceinture principale. Il fut découvert par Bernard Christophe le 23 septembre 2003 à l'observatoire de Saint-Sulpice. Il présente une orbite caractérisée par un demi-grand axe de 2,96 UA, une excentricité de 0,075 et une inclinaison de 2,91° par rapport à l'écliptique.
Il fut nommé d'après Morogues, village du centre de la France, fameux pour son vin blanc Appellation Menetou-Salon, lieu de retraite des parents du découvreur.

## Compléments